# Танкер

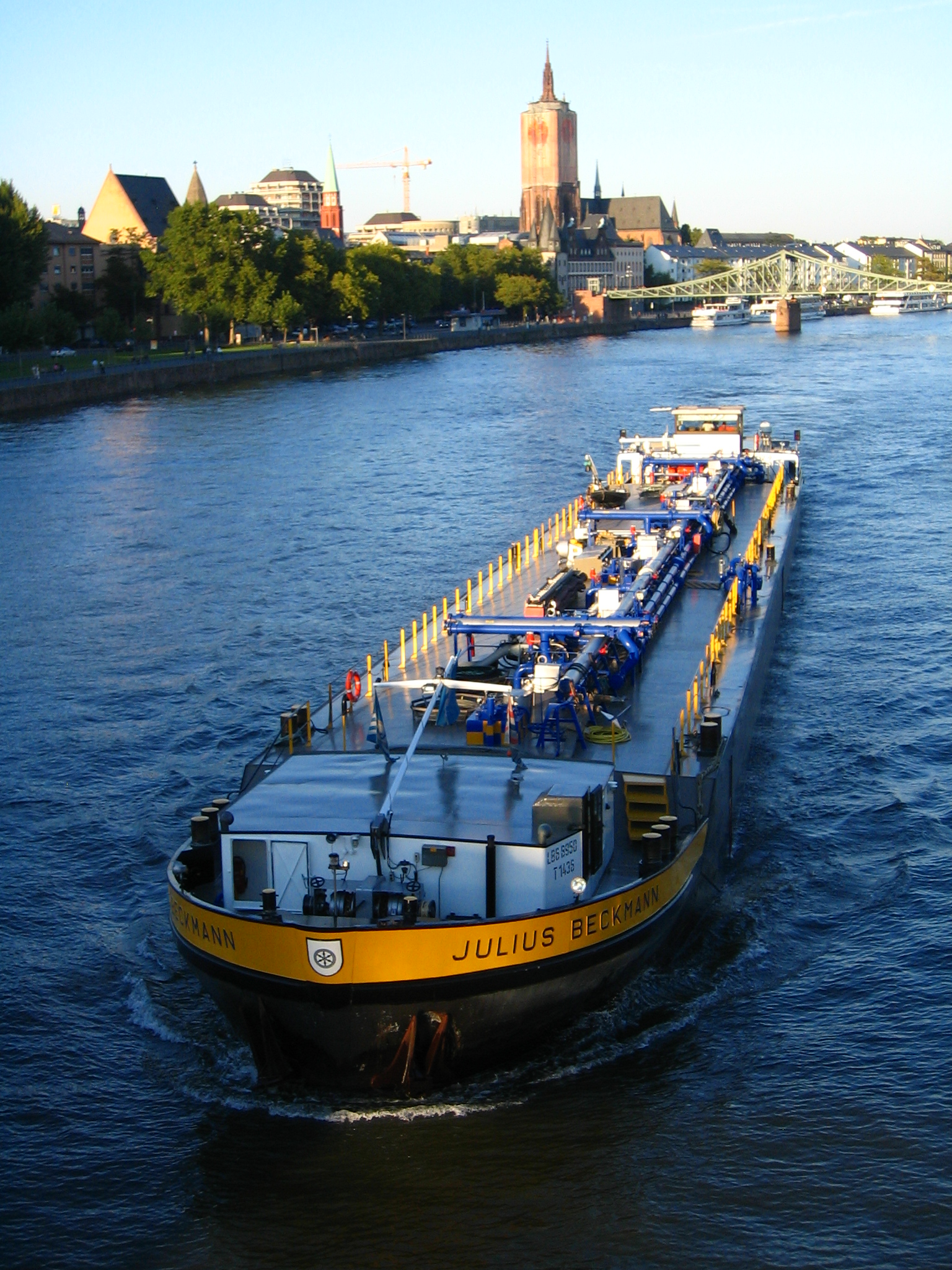
Речной танкер на Майне

Та́нкер — грузовое самоходное судно, предназначенное для перевозки наливных грузов.
Танкеры эксплуатируются на речных и морских водных путях и могут иметь различные размеры и грузоподъемность от 150 тонн до 500 тыс. тонн. Наиболее распространены танкеры для перевозки нефти и нефтепродуктов, сжиженного природного газа (СПГ) и продукции химической промышленности. Существуют специализированные танкеры для перевозки других жидких грузов, в том числе пищевых продуктов, например вина или питьевой воды).
Танкером также может называться специализированный самолёт-заправщик, предназначенный для дозаправки в воздухе других летательных аппаратов.

## История развития наливных судов

#### Появление первых танкеров
Танкеры выделились в отдельный тип судов во второй половине XIX века, это было связано с освоением человечеством жидкого топлива (нефти) и возникновением необходимости его транспортировки от мест добычи в больших объёмах. До появления танкеров нефть перевозили, как правило, на небольших парусных судах в бочках или в оцинкованных ящиках, которые располагали в трюмах или на палубах. В 1861 году зафиксирован первый факт трансатлантической перевозки 180 тонн нефти в бочках на борту брига «Elizabeth Watts» от мест добычи в районе Филадельфии (США) к промышленным районам Англии. Таким методом нефть перевозили ещё на протяжении около 25 лет.
Ещё один транспортный поток возник в Российской империи, где нефть от бакинских нефтепромыслов перевозилась по Каспию до Астрахани, а затем вверх по Волге к заводам центральной России. В 1873 году братья Артемьевы, владельцы парусных шхун, приспособили шхуну «Александр» для перевозки нефти наливом. Нефть наливалась в особые железные ящики, встроенные в корпус судна, выгрузка производилась насосом. Шхуна курсировала между Баку и Астраханью. Вскоре, Артемьевы применили аналогичную конструкцию на нефтеналивных баржах, перевозивших нефть вверх по Волге.
Идею подхватили влиятельные нефтепромышленники — братья Нобель. В 1876 году по их заказу в Швеции строится первый в мире пароход-танкер, названный «Зороастр», при водоизмещении 400 тонн его дедвейт составил около 250 тонн (15 тысяч пудов). Первоначально нефть заливалась в 8 цистерн, встроенных в корпус парохода, однако от них вскоре отказались и нефть стала заливаться прямо внутрь корпуса. За «Зороастром» последовали танкеры «Норденшельд» и «Будда» (1879 г.), через 7 лет общее число танкеров в России достигло тридцати, в том числе, в 1885 году братьями Нобель в Швеции был построен и первый морской танкер «Свет», предназначенный для импорта бакинской нефти по Чёрному морю.
Отказавшись от внутренних цистерн и заливая нефть прямо в корпус судна, конструкторы, тем самым, значительно увеличили пожаробезопасность одновременно облегчив и упростив корпус судна. К двойному дну и двойным бортам танкеростроение вновь вернётся в 1980-е годы из за экологических проблем при эксплуатации танкерного флота.
В 1886 году в Англии был построен крупный танкер «Glückauf» дедвейтом 3000 тонн, который был впервые зарегистрирован Английским Ллойдом как нефтеналивной пароход. При проектировании «Glückauf» был эффективно использован накопленный опыт постройки и эксплуатации российских нефтеналивных судов, а конструктивный тип этого парохода стал прообразом танкеров, строившихся в последующие 50 лет. Через 3 года в Атлантике эксплуатировалось 53 танкера типа «Glückauf», они перевозили Североамериканскую нефть, курсируя между портами Америки и Европы.

#### Развитие танкерного флота
Развитие танкеров на рубеже XIX—XX вв. характеризуется ростом грузоподъёмности и технической оснащённости этого вида судов. В 1893 году крупнейший танкер «Potomac» имел грузоподъёмность 5300 тонн, 1903 г. танкер «Narraganset» уже перевозил 12500 тонн нефти. В 1903 году на Сормовском заводе в Нижнем Новгороде были построены танкеры «Вандал» и «Сармат» с оригинальной дизель-электрической силовой установкой. В 1908 году Коломенский завод построил первый дизельный морской танкер «Дело» для Каспия, а танкеры «Эммануил Нобель» и «Карл Хагелин» (после революции переименованы в «Крестьянин» и «Рабочий») стали первыми дизельными танкерами, зарегистрированными Английским Ллойдом. В 1910 году в Англии был спущен на воду первый дизельный океанский танкер «Vulcanus». С 1907 по 1930 годы в Атлантике работали два оригинальных танкера — «сиамских близнеца» паровой и парусный. За счёт использования энергии ветра, экономилось горючее, при неблагоприятном ветре паровой танкер брал на буксир парусный и движение продолжалось. Общая грузоподъёмность тандема составляла 18 500 тонн. В 1921 году появились первые комбинированные суда — нефтерудовозы («Charles Black» США).
После Первой мировой войны, во время которой много танкеров было потоплено немецкими подводными лодками, рост тоннажа танкерного флота ускорился. С 1924 по 1939 год средний дедвейт возрос с 7000 до 12 000 тонн (максимальный достиг 20 тысяч тонн) а скорость с 10−11 узлов до 16—19 узлов. В середине 1930-х начался переход от заклёпочных соединений корпуса к сварным. В конструкции наметился переход от поперечной к продольной системе набора, грузовое пространство стало делиться двумя продольными и несколькими поперечными переборками, насосные отделения располагались в середине танкера и в корме перед машинным отделением.
Во время Второй мировой войны в США, вместе с сухогрузами типа «Либерти», в огромных количествах строились стандартные танкеры типа «Т-2» (T-2SE-A1, T-2SE-A2 и T-2SE-A3) дедвейтом 16 800 тонн, всего построено 525 штук. Эти суда окончательно закрепили архитектурно-конструктивный тип танкера, господствующий в середине XX века. Танкер имел 2 надстройки, одну в корме судна, вместе с машинным отделением, где находились каюты команды и вторую в середине над грузовыми танками, обычно ближе к носу, где размещались рулевая и штурманская рубки, каюты комсостава и другие помещения.
После войны мировая добыча нефти стала расти ещё более стремительными темпами и уже в 1950 году в 2 раза превысила довоенный уровень, а к 1970 году увеличилась ещё почти в 5 раз, танкерный флот мира вступил в период бурного роста. Технология полной переработки нефти сделали невыгодным расположение нефтеперерабатывающих заводов в местах добычи (обычно слабо развитых странах Ближнего и Среднего Востока, Юго-Восточной Азии, Латинской Америки) и основная масса танкерного флота стала перевозить сырую нефть. Дедвейт крупнейших нефтяных танкеров стремительно увеличивался и в 1955 году превысил отметку 50 000 тонн (нефтерудовоз «Sinclar Petroler»), в 1958 году 100 тыс. тонн (танкер «Univers Apollo» 104500 т.), в 1966 году 200 тыс. т. («Idemitsu Maru» 209300 т.), в 1968 г. 300 тыс. т. («Univers Ireland» 331800 т.). В конце 1960-х на верфях уже закладывались танкеры дедвейтом в 600—800 тыс. тонн, но последовавший мировой экономический кризис, начавшийся в 1974 году, отменил эти планы.
Крупнейшим из когда-либо построенных судов мира стал супертанкер «Knock Nevis» (1976—2010 гг.). Его длина была немного менее половины километра, а водоизмещение составило 657 тысяч тонн.
Развитие средних и малых танкеров в мире идёт относительно равномерно, в то же время тенденции в крупном танкеростроении меняются в зависимости от конъюнктуры мирового рынка нефти, мировой политики и изменений в правилах судоходства. Наиболее значительные перевозки нефти танкерами осуществляются из района Персидского залива к промышленно развитым центрам мира: Европа, Япония, в 1970-х к ним присоединились США, где началась политика создания стратегических запасов нефти и свои скважины были законсервированы, а в 1990-х ещё и Китай, с его стремительным ростом промышленного производства. Значительная часть нефти вывозится морем из северной и западной Африки, а также стран Карибского бассейна. Танкеры типа Suezmax проходят Суэцким каналом, более крупные Capesize огибают Африку вокруг мыса Доброй Надежды. В направлении Японии и Китая, также, существуют 2 пути. Самым коротким, через Малаккский пролив, проходят танкеры размера Malaccamax и меньше, более крупные огибают Индонезию Ломбокским проливом.
Большое влияние на танкерный флот оказал кризис 1970-х, связанный с временным закрытием Суэцкого канала и резким снижением мирового производства нефти. Многие танкеры были отправлены на слом, превратились в плавучие нефтехранилища (FSO) или не были достроены. Затем последовало ужесточение экологических требований и появление двухкорпусных судов, что повысило цену постройки танкера. В настоящее время растёт интерес к танкерам и танкерам-газовозам арктического плавания, в связи с развитием добычи углеводородов в северные моря.

#### Либерийский флаг
В 1970-е годы оказалось, что 30 % всего мирового танкерного флота зарегистрировано под флагом маленькой африканской республики Либерия, население которой не превышало 3 млн чел. Предыстория процесса началась после Второй Мировой войны, когда Э. Стеттиниус, госсекретарь США и владелец железнорудных разработок в Либерии, начал переговоры с либерийским правительством о регистрации своих судов под африканским флагом на выгодных условиях. В результате в декабре 1948 года был создан либерийский регистр и в марте 1949 г. первый американский танкер «Уолд пис» вышел в море под флагом Либерии. Благодаря деятельности либерийских компаний «Интернэшнл траст компани оф Лайбириа» и «Лайбериэне сервисис инкорпорэйтед» с их филиалами в ведущих финансовых центрах мира (Лондон, Роттердам, Цюрих, Гонконг, Токио), флот Либерии начал стремительно расти и в 1976 году суммарный дедвейт только либерийских танкеров достиг 96,3 миллиона регистровых тонн, а Либерия стала ведущей морской державой мира.
Популярность либерийского флага объяснялась тем, что иностранные юристы фактически написали либерийское законодательство «под себя». К владельцам судов почти не предъявлялось требований. Дешёвый и предельно упрощённый процесс регистрации, лёгкий вывод капитала, квалификация команды и состояние судна не контролировались, всё было отдано на откуп владельцу. Фактически, около 70 млн т. либерийского флота принадлежала бизнесменам из США, около 45 млн т. — греческим владельцам.
«Прокат» собственного флага приносил Либерии около 6 млн долларов в год. В то же время среди либерийских судов много было старых, опасных в эксплуатации танкеров, команда могла набираться в неполном составе и с низкой квалификацией, матросы, как правило, выходцы из развивающихся стран Азии, Африки, Латинской Америки с низкой оплатой, в экипаже нередко встречались элементы рабства. Страховалось только судно и груз. Как следствие аварийность либерийских танкеров превышала общемировую в несколько раз. Судоводители, завидев в море либерийский флаг, спешили обойти такое судно далеко стороной.
Когда продажа флага показала свою доходность, Либерию начали теснить Панама, Кипр и другие страны «удобного флага». В ответ на это, в 1986 году на Конференции ООН в Женеве была принята Конвенция об условиях регистрации судов, согласно которой суда под чужими флагами не могут одновременно находиться под контролем страны-судовладельца и страны приписки судна. В 1988 либерийский флот сократился до 49,5 млн.т. продолжая оставаться крупнейшим в мире.

#### Аварии танкеров и экологический ущерб
Развитие мирового судоходства во второй половине XX века, связанное с ним увеличением количества судов в районах портов, проливов и оживлённых морских путей и одновременный рост тоннажа танкеров, сделало эти суда источником повышенного экологического риска. Кроме столкновений, опасность представляли взрывы и пожары, происходящие, как правило, от образования и вспышки в незаполненных грузовых танках топливо-воздушной смеси.
Попадая в воду, нефть быстро разлагается на компоненты: 3 % растворяется в воде, от 10 до 40 % испаряется, остальная часть образует на поверхности стойкую плёнку площадью до 2,6 км2 с каждой тонны пролитой нефти. Особенно большой ущерб наносится прибрежным экосистемам, нарушая их на десятилетия. Аварии и катастрофы больших танкеров нередко приводили к выливу в море сотен тысяч тонн нефти, которая уничтожала много рыбы, морских и прибрежных животных и птиц.
| Дата                | Название                              | Количество вылитой нефти (т) | Характер происшествия |
| ------------------- | ------------------------------------- | ---------------------------- | --- |
| 19 сентября 1967 г. | «Torrey Canyon»                       | 119 000                      | Один из крупнейших нефтяных танкеров 1960-х. Посадка на рифы, разлом судна, загрязнение вод и побережья Франции и Великобритании. Гибель около 90 % водоплавающих птиц в районах загрязнения побережья.                                                 |
| 9 августа 1968 г.   | «Метула»                              | 50 000                       | Застрял в Магеллановом проливе из за ошибок в управлении и навигации. Сбор нефти не проводился, остатки загрязнений на берегах Чили не ликвидированы до сих пор.                                                                                        |
| 19 декабря 1972 г.  | «Sea Star»                            | 115 000                      | Столкновение с танкером «Horta Barbosa» в Оманском заливе. Пожар и серия взрывов. Затонул через 5 дней. |
| 29 января 1975 г.   | «Якоб Маерск»                         | 88 000                       | Столкновение с причалом в районе Порту, взрыв и двухдневный пожар. Экологический ущерб оценен как относительно небольшой. |
| 12 апреля 1976 г.   | «Уркийола»                            | 100 000                      | Пробил дно при входе в порт Ла-Корунья. Последовала серия взрывов и розлив нефти, около трети которой оказалось на берегах Испании. |
| 23 февраля 1977 г.  | «Хэвайан патриот» («Гавайен Патриот») | 99 000                       | Пробоина корпуса во время шторма в северной части Тихого океана. Утечка нефти, через сутки пожар на борту и взрыв. Затонул. Нефть рассеялась в открытом океане.                                                                                         |
| 16 марта 1978 г.    | «Амоко Кадис»                         | 223 000                      | Отказ управления. Капитаны танкера и буксира-спасателя долго не могли договориться о цене за спасение, затем обрыв буксирного троса. Наскочил на рифы у берегов Бретани и разломился на 3 части. Ущерб побережью расценен как экологическая катастрофа. |
| 19 июля 1979 г.     | «Иджен Кэптэн» и «Атлантик Эмпресс»   | 287 000                      | Столкновение в Карибском заливе недалеко от Тринидада из за густого тумана. Пожар. «Атлантик Эмпресс» затонул. Крупнейшая катастрофа из зарегистрированных по разливу нефти с судов.                                                                    |
| 6 августа 1983 г.   | «Кастилло де Бельвер»                 | до 210 000                   | Пожар и последующий взрыв в 70 милях от Кейптауна (ЮАР). Разломился на части и затонул. Экологической катастрофы удалось избежать из-за благоприятной погоды и быстро принятых мер.                                                                     |
| 1984-1988 гг.       | Танкерная война                       | -                            | Завершающая стадия Ирано-Иракского военного конфликта, в ходе которой, в районе Персидского залива было повреждено или потоплено около 350 танкеров. |
| 10 ноября 1988 г.   | «Одисси»                              | более 100 000                | Попал в шторм в Северной Атлантике, вдали от побережья. Раскололся на части и загорелся. |
| 23 марта 1989 г.    | «Экссон Валдиз»                       | 41 000                       | Наскочил на рифы у берегов Аляски из за ошибок в навигации. Загрязнено около 2000 км береговой линии. По неофициальным данным, выброс нефти превысил 41 тыс.т.                                                                                          |
| 28 мая 1991 г.      | «АБТ Саммер»                          | до 200 000                   | Загорелся и затонул в 700 морских милях от побережья Анголы по невыясненным причинам. |
| 5 января 1993 г.    | «Браер»                               | до 85 000                    | Шторм, отказ двигателя и столкновение со скалами о. Мейнленд архипелага Шетландских островов (Великобритания). Значительный экологический ущерб. |
| 15 апреля 2001 г.   | «Зейнаб»                              | от 300 тыс. и более          | Утечка нефти из корпуса по невыясненным причинам недалеко от порта Джебель-Али. |
| 13 ноября 2002 г.   | «Престиж»                             | -                            | 35-метровая трещина в корпусе во время шторма у берегов Испании. Отбуксирован в море, где раскололся и затонул. Экологическое бедствие оценено как самое масштабное за всю историю Испании и Западной Европы.                                           |

Не меньший экологический ущерб наносила и штатная эксплуатация танкеров. После разгрузки на стенках танков остаётся около 0,5 % перевозимой нефти, которая, смывалась в море, так как на обратном пути (в балластном переходе) в грузовые танки в качестве балласта закачивалась морская вода в количестве 30—60 % грузоподъёмности.
Эти обстоятельства привели к принятию ряда международных требований к конструкции и эксплуатации танкеров, ограничивающих выброс нефти в море и повышающих безопасность. Первая Международная конвенция о предотвращении загрязнения моря нефтью OILPOL вступила в силу в 1958 году, однако её меры вскоре оказались недостаточны. В 1971 году, дополнительно, приняты первые правила ограничивающие максимальный размер грузовых танков. В 1973 г. под эгидой Международной морской организации (ИМО) была принята новая Конвенция МАРПОЛ-73, затем МАРПОЛ-73/78 которая периодически дополнялась новыми, ужесточающими требования, протоколами.
Были приняты обязательными: выделение «чистых» балластных цистерн определённого объёма (чтобы не принимать водяной балласт в танки), оборудование танкеров системой инертных газов, предотвращающей образование в танках взрывоопасной смеси из паров нефти и воздуха, наличие у судна двух навигационных РЛС, двух независимых систем управления рулём, двойное дно в районе грузовых танков и др.
Требования вводились поэтапно, с 1990-х начался переход на двухкорпусные танкеры, имеющие двойное дно и двойные борта. Такая конструкция позволяла предотвратить утечки при повреждении внешнего корпуса или танков. Если в 1996 году старых однокорпусных танкеров в мире эксплуатировалось ещё около 96 %, то к настоящему времени они фактически запрещены к эксплуатации.

## Категории танкеров
По назначению танкеры делятся на несколько групп:
- Нефтяной танкер или танкер-нефтевоз — большая группа танкеров, предназначенная для перевозки сырой нефти.
- Танкер-продуктовоз — перевозка продуктов переработки нефти.
- Танкер-газовоз — перевозка сжиженных газов.
- Танкер-химвоз — перевозка жидких продуктов химической промышленности, а также пищевых продуктов и иных жидких веществ без упаковки.
- Танкер-бункеровщик — перевозка различных жидкостей (топливо, масло, вода и т. п.), и бункеровка ими судов.

Близкими к танкерам являются нефтеналивные баржи (обычно предназначены для внутренних водных путей) и комбинированные суда, способные перевозить как жидкости, так и различные навалочные грузы. Комбинированные суда, как правило дороже, но позволяют вести перевозки более эффективно, исключая обратные балластные переходы. К ним относятся:
- Танкеры-площадки — танкеры с верхней палубой в виде площадки, на которой можно перевозить различные грузы.
- Балктанкеры — сухогрузно-наливные суда, перевозят в танках как жидкие, так и сыпучие грузы (зерно, руда и т. п.). По характеру загрузки различаются на несколько типов.

Реже встречаются экзотические типы комбинированных судов, например танкеры-толкачи, способные толкать перед собой нефтеналивные или другие баржи (эксплуатируются на реках) и т. п.

### Нефтяные танкеры
Наиболее обширная группа танкеров. В настоящее время в мире насчитывается около 7000 судов этого вида. Широко распространены как на реках, так и в океанских просторах. Большие океанские супертанкеры обслуживают мировые морские грузопотоки сырой нефти, доставляя её от мест добычи до потребителей. Нефтяные танкеры стоят в ряду самых больших из когда-либо построенных в мире судов.
| Класс                                      | DWT (т)         | Тип                             | Характер применения                                                      |
| ------------------------------------------ | --------------- | ------------------------------- | ------------------------------------------------------------------------ |
| GP (General Purpose)                       | 6000—16 499     | малотоннажные общего назначения | нефтепродукты, специальные перевозки                                     |
| GP (General Purpose)                       | 16 500—24 999   | общего назначения               | нефтепродукты                                                            |
| MR (Medium Range)                          | 25000—44999     | среднетоннажные                 | нефть или нефтепродукты в небольших акваториях                           |
| LR1 (Large/Long Range1)                    | 45000—79 999    | крупнотоннажные 1 класса        | сырая нефть и тяжелые нефтепродукты                                      |
| LR2 (Large/Long Range2)                    | 80 000—159 999  | крупнотоннажные 2 класса        | сырая нефть и тяжелые нефтепродукты                                      |
| VLCC (Very Large Crude Carrier)            | 160 000—320 000 | крупнотоннажные 3 класса        | сырая нефть от мест добычи к нефтеперерабатывающим заводам               |
| ULCC (Ultra Large Crude Carrier)           | более 320 000   | супертанкеры                    | сырая нефть от мест добычи к потребителям в межконтинентальных масштабах |
| FSO (Floating Storage and Offloading unit) | более 320 000   | супертанкеры                    | плавучие нефтяные терминалы (нередко отслужившие срок ULCC)              |

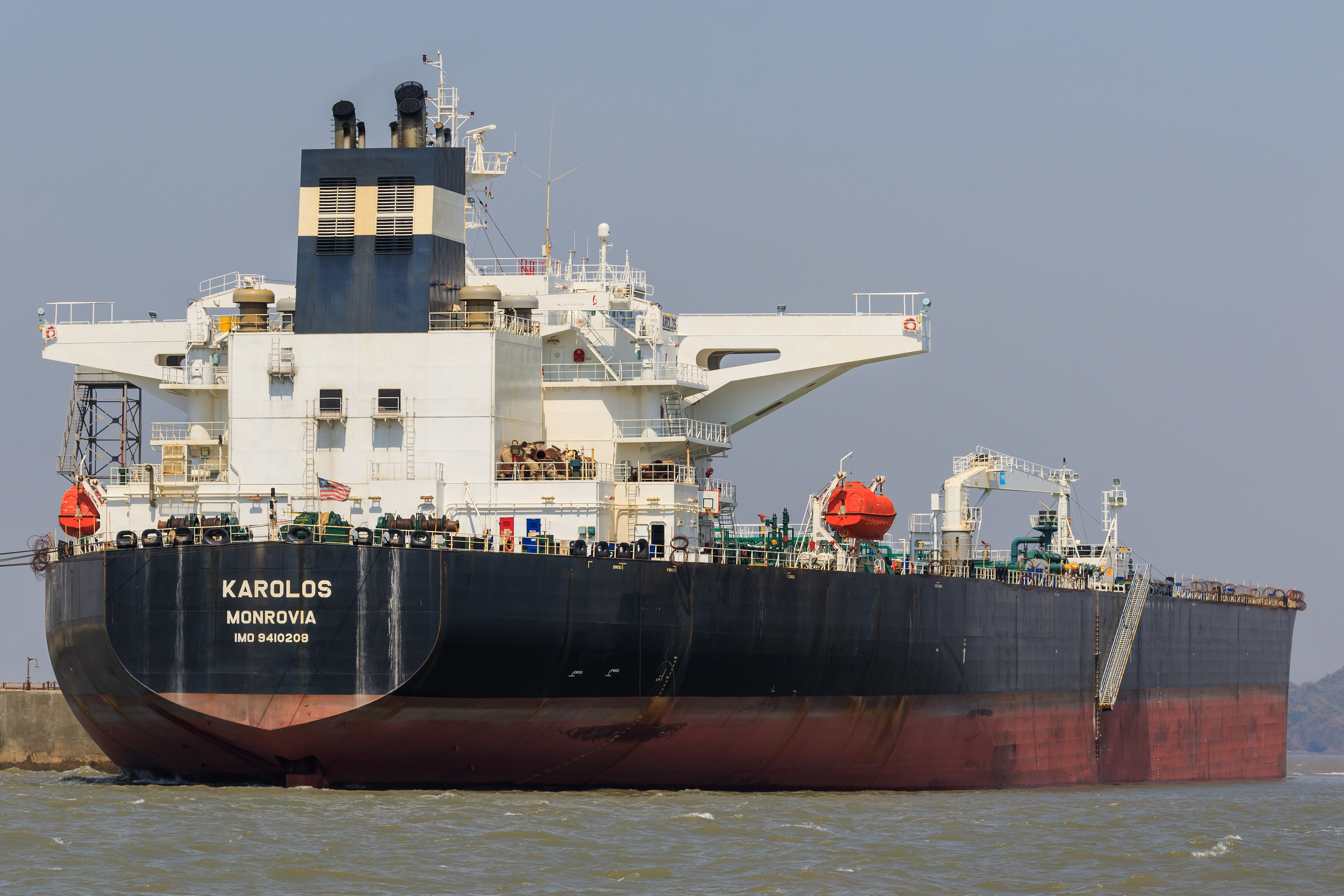
Морской нефтяной танкер Karolos.

Расходы на перевозку нефти снижаются при увеличении размеров танкера, поэтому, по экономическим соображениям, их стремятся строить максимально возможных размеров, которые допускаются условиями судового хода на транспортных маршрутах: размером шлюзов и каналов, глубиной проливов и возможностями подхода к нефтяным терминалам. Так как морские нефтяные потоки достаточно стабильны, в мировом танкеростроении сложилась устойчивая классификация этих судов по размеру.
| Класс       | Размеры (м) | Размеры (м) | Размеры (м) | Дедвейт (т)   | Дедвейт (т)    | Особенности эксплуатации |
| Класс       | Длина       | Ширина      | Осадка      | Типичный мин. | Типичный макс. | Особенности эксплуатации |
| ----------- | ----------- | ----------- | ----------- | ------------- | -------------- | --- |
| Handysize   | -           | -           | -           | 15 000        | 50 000         | Перевозка нефтепродуктов в различных районах мира                                                                                             |
| Handymax    | 150—200     | -           | -           | 35 000        | 60 000         | Перевозка нефтепродуктов в различных районах мира                                                                                             |
| Seawaymax   | 226,0       | 24,0        | 7,92        | 10 000        | 60 000         | Проходят морским путем Святого Лаврентия (Атлантический океан — Великие озера)                                                                |
| Panamax     | 228,6       | 32,3        | 12,6        | 60 000        | 80 000         | Способны пройти с полной нагрузкой по Панамскому каналу                                                                                       |
| Neo-Panamax | 365.7       | 48.7        | 15.2        |               |                | Проходят по Панамскому каналу после его реконструкции в 2016 году.                                                                            |
| AFRAmax     | 253,0       | 44,2        | 11,6        | 80 000        | 120 000        | AFRA — Average Freight Rate Assessment. Морские танкеры, эксплуатируются в Северном, Чёрном, Средиземном, Карибском, Восточно-Китайском морях |
| Suezmax     |             |             | 16,0        | 120 000       | 200 000        | Нефтяные танкеры, способные с полной загрузкой проходить Суэцкий канал                                                                        |
| Malaccamax  | 330,0       | 60,0        | 20,0        | 200 000       | 320 000        | Способны пройти с полной нагрузкой Малаккский пролив                                                                                          |
| Capesize    | 415         | 70          | 35          | 320 000       | 550 000        | Супертанкеры VLCC и ULCC не способные пройти каналы и проливы. Огибают Африку вдоль мыса Доброй Надежды и Южную Америку вдоль мыса Горн       |

### Танкеры-газовозы
Классифицируются по размерам:
- Conventional — газовоз общего назначения с объёмом транспортируемого СПГ от 145000 до 154000 м3.
- Q-Flex — газовоз средних размеров с объёмом транспортируемого СПГ от 210000 до 216000 м3.
- Q-Max — большой газовоз с объёмом транспортируемого СПГ от 263000 до 266000 м3.

## Современные танкеры
После нескольких крупных аварий, получивших широкий резонанс в конце XX века, запрещено строить танкеры с одинарной обшивкой (однокорпусные танкеры).
Существуют крупнотоннажные танкеры, оснащенные парусной установкой.

## Галерея

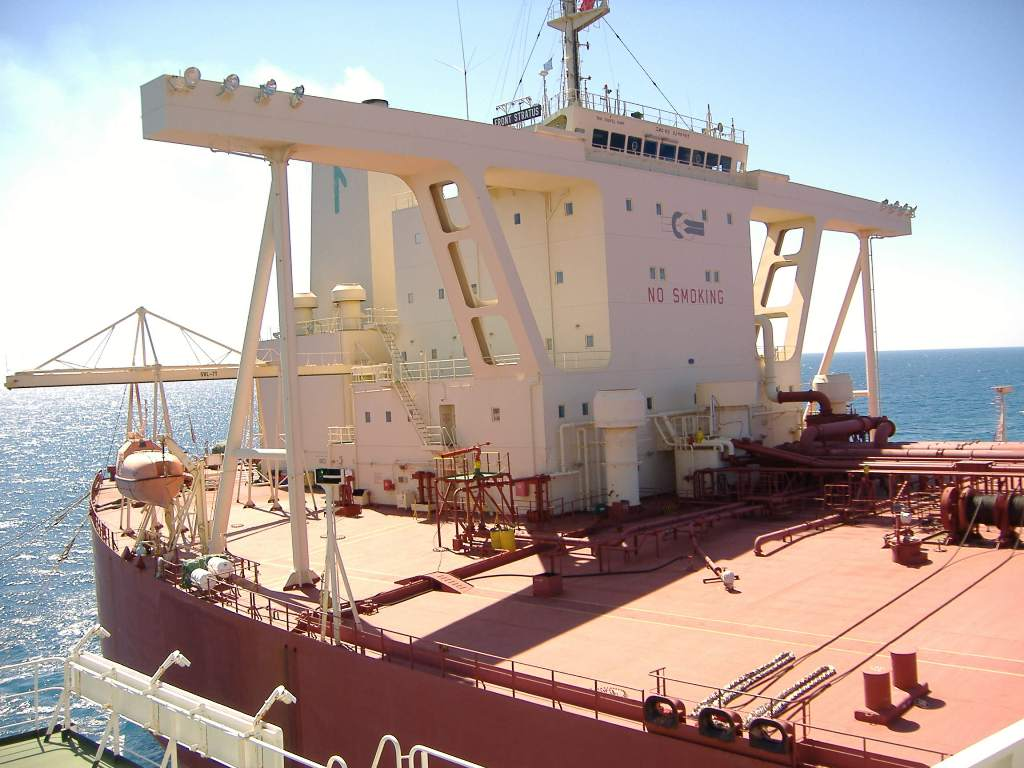
Танкер Front Stratus
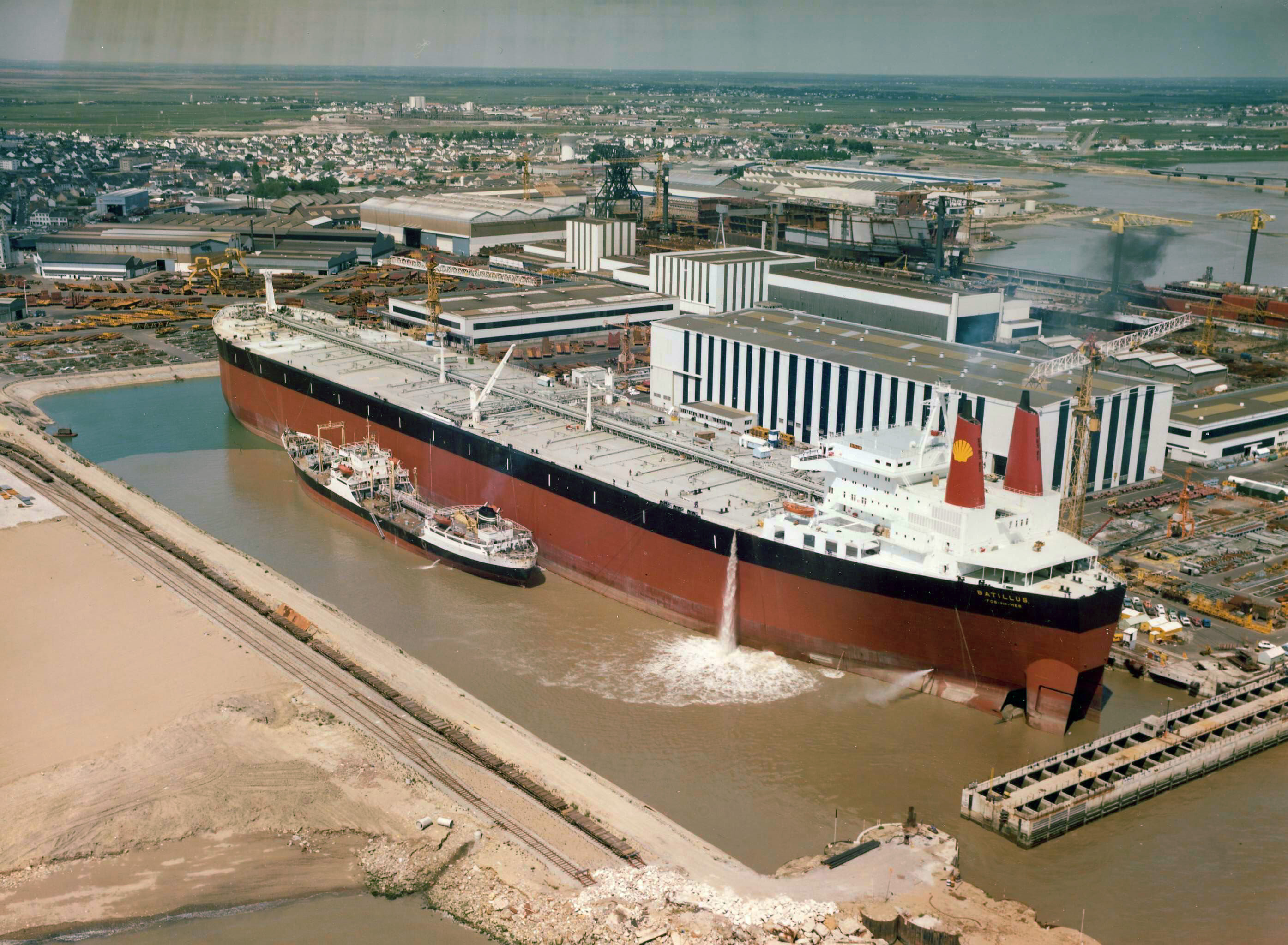
Строящийся танкер Batillus в доке
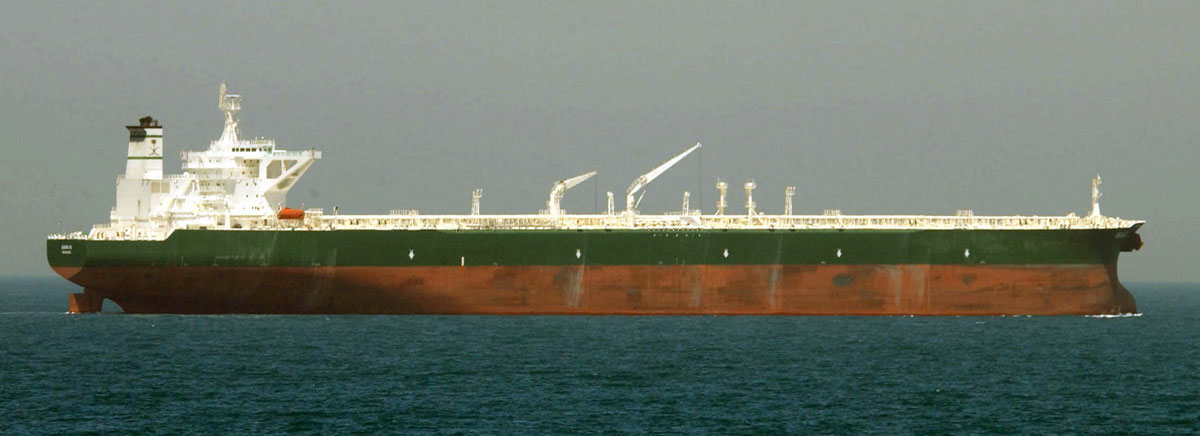
Супертанкер AbQaiq
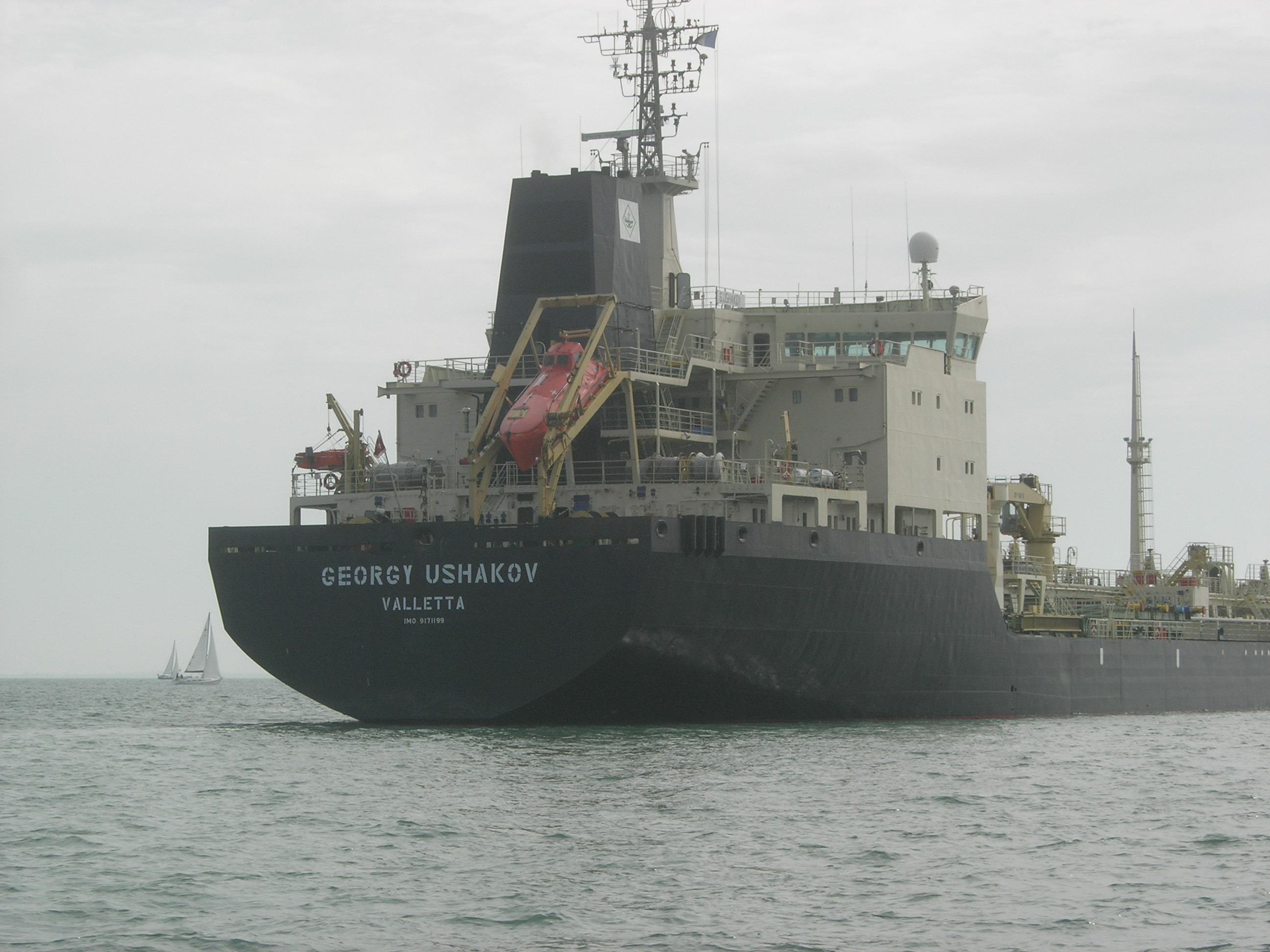
Танкер «Георгий Ушаков»
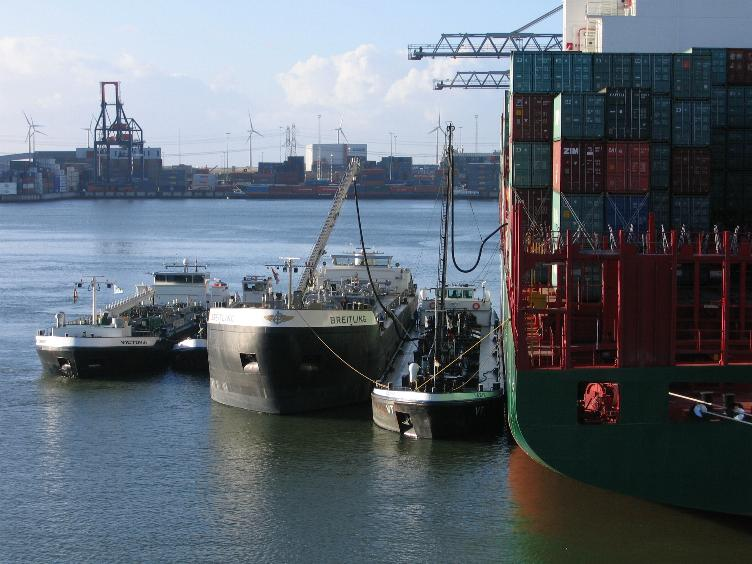
Бункеровка контейнеровоза танкером

## Примечательные факты

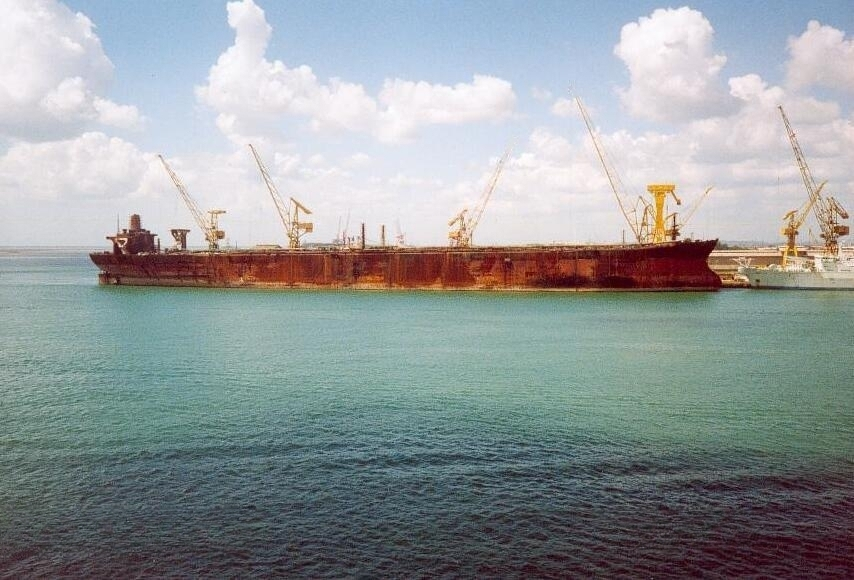
«Seawise Giant»

- Крупнейшим танкером в мире являлся норвежский супертанкер Knock Nevis. Его история началась в Японии в 1976 году (или в 1975 году — по некоторым источникам) на верфях компании Sumitomo Heavy Industries, где он был построен под серийным номером «1016» и был передан греческому судовладельцу, который назвал его «Seawise Giant». В 1981 году "Knock Nevis" был переоборудован. Вваренные дополнительные секции увеличили его дедвейт (вместимость) с 480 тысяч тонн до 565 тысяч тонн. Длина — 458 метров, ширина — 68,8 метра, осадка в грузу — 24,61 метра. В 2010 году судно разобрано на металлолом.
- Единственный сохранившийся в мире парусный танкер - четырёхмачтовый барк Falls of Clyde, ныне музейный корабль в Гонолулу.